# Здуньска-Воля (гмина)
Здуньска-Воля (пол. Zduńska Wola) — сельская гмина (волость) в Польше, входит как административная единица в Здуньсковольский повет, Лодзинское воеводство. Население — 11 162 человека (на 2004 год).

## Сельские округа
1. Аннополе
2. Бялы-Луг
3. Войславице
4. Вулька-Войславска
5. Вымыслув
6. Гаевники
7. Гаевники-Колёня
8. Замлыне
9. Зборовске
10. Изабелюв-Дужы
11. Каршнице
12. Клады
13. Корчев
14. Кробанув
15. Михалув
16. Мостки
17. Нове-Аннополе
18. Нове-Рембеске
19. Огродзиско
20. Опесин
21. Острувек
22. Охранев
23. Полькув
24. Порембы
25. Праткув
26. Пяски
27. Старе-Рембеске
28. Сухочасы
29. Тыменице
30. Хенрыкув
31. Чехы
32. Янишевице

## Прочие поселения
1. Анджеюв
2. Беняминув
3. Викторув
4. Дёнизув
5. Изабелюв-Малы
6. Каролев
7. Кеншице
8. Кробанувек
9. Лясковец
10. Мацеюв
11. Рембеске-Колёня

## Соседние гмины
1. Гмина Ласк
2. Гмина Сендзеёвице
3. Гмина Серадз
4. Гмина Шадек
5. Гмина Варта
6. Гмина Заполице